# Alfred Mellows
Alfred Paul Mellows, född 8 juni 1922 i Croydon, död 11 juli 1997 i Addlestone, var en brittisk roddare.
Mellows blev olympisk silvermedaljör i åtta med styrman vid sommarspelen 1948 i London.